# Katsuragi
Katsuragi (japanisch 葛城市 Katsuragishi) ist eine Stadt in der Präfektur Nara in Japan.

## Geographie
Katsuragi liegt circa 20 km südwestlich von Nara und am südwestlichen Rand der Nara-Ebene (Nara-bonchi).

## Geschichte
Die Stadt Katsuragi wurde am 1. Oktober 2004 aus den ehemaligen Gemeinden Shinjō und Tōma gegründet.

## Verkehr
- Straße
  - Nationalstraße 24: nach Kyōto und Wakayama
  - Nationalstraße 165, 166, 168
- Zug
  - JR-Wakayama-Linie
  - Kintetsu-Minamiōsaka-Linie
  - Kintetsu-Gose-Linie

## Angrenzende Städte und Gemeinden
- Präfektur Nara
  - Yamatotakada
  - Gose
  - Kashiba
- Präfektur Osaka
  - Taishi
  - Kanan